# Thaddeus O'Sullivan
Pour les articles homonymes, voir O'Sullivan.
Thaddeus O'Sullivan est un réalisateur irlandais né en 1947 à Dublin.

## Filmographie partielle
- 1991 : December Bride
- 1995 : Nothing Personal
- 1998 : La Famille trahie
- 2000 : Ordinary Decent Criminal
- 2002 : The Heart of Me
- 2009 : Into the Storm
- 2010 : Affaires non classées -  Saison 13 : Contradictions (Voids)
- 2011 : Stella Days
- 2013 : Affaires non classées - Saison 16 : True Love Waits
- 2013 : Les Enquêtes de Vera - Saison 3 : Épisode 4 : Le fils prodigue
- 2014 : Les Enquêtes de Vera - Saison 4 : Épisode 1 : À une amie blessée
- 2015 : Call the Midwife
- 2015 : Affaires non classées - Saison 19 : River's Edge
- 2016 : Shetland
- 2023 : Le Club des Miracles